# Zonky
Zonky.cz (dříve Benxy s.r.o.) je česká půjčková platforma, která propojuje investory s lidmi, kteří si chtějí půjčit. Služba vznikla v roce 2014 jako první větší zástupce tzv. P2P půjček (princip lidé lidem). Od roku 2021 je součástí Air Bank, pod kterou nadále funguje jako samostatná značka. Zonky je součástí skupiny PPF.

## Historie
Projekt Zonky vznikl v listopadu 2014. Hlavním investorem byl inovační fond Home Credit Lab N.V., dceřiná společnost Home Creditu ze skupiny PPF.
Zpočátku byl projekt veden startupovým inkubátorem CreativeDock pod vedením Lucie Tvarůžkové. V roce 2017 ji nahradil Pavel Novák, a v dubnu 2020 se CEO stal Jiří Humhal.
S plánovanou expanzí do zahraničí byla společnost v roce 2019 přejmenována na Benxy s.r.o. Zahraniční expanze ale byla na začátku roku 2020 zrušena a značka Zonky nadále působí výhradně na českém trhu.
Dne 1. listopadu 2021 Zonky ukončilo možnost manuálního investování do půjček a přešlo plně na model automatického investování. Ke dni 1. prosince 2021 byla společnost Benxy s.r.o. formálně sloučena s Air Bank a.s., přičemž značka Zonky nadále zůstala aktivní jako produktová značka banky.

## Současnost
Zonky i po sloučení s Air Bank nadále poskytuje spotřebitelské půjčky a investice a funguje na principu lidé lidem. Přibližně 45 % půjček je financováno jednotlivými investory, zbytek financuje Air Bank. Tento model zajišťuje žadatelům o půjčku rychlejší přístup k financím bez nutnosti čekat na kompletní zafinancování komunitou investorů.
Služba je dostupná plně online, bez nutnosti zakládat nový bankovní účet nebo měnit banku.

## Produkty a ocenění
V letech 2024 a 2025 získalo Zonky 1. místo v kategorii bankovních úvěrů v soutěži Zlatá koruna. V roce 2023 druhé místo ve stejné kategorii. V roce 2021 obsadilo 1. místo v kategorii nebankovních úvěrů a v letech 2018 a 2020 se umísťovalo na 1. místě v kategorii fintech. 
| Rok  | Umístění | Oblast           |
| ---- | -------- | ---------------- |
| 2025 | 1. místo | bankovní úvěry   |
| 2024 | 1. místo | bankovní úvěry   |
| 2023 | 2. místo | bankovní úvěry   |
| 2021 | 1. místo | nebankovní úvěry |
| 2020 | 1. místo | fintech          |
| 2018 | 1. místo | fintech          |

V roce 2024 Člověk v tísni udělil Zonky 1. místo v Indexu odpovědného úvěrování a  2. místa v letech 2017–2022.